# Démographie de la région Occitanie
La démographie de la région Occitanie est caractérisée par une densité moyenne et une population âgée qui croît depuis la création de la région.
Avec ses 6 080 731 habitants en 2022, la région française Occitanie se situe en 4e position sur le plan national.
En six ans, de 2015 à 2021, sa population a diminué de près de 2 800 unités, c'est-à-dire de plus ou moins 470 personnes par an. Mais cette variation est différenciée selon les treize départements que comporte la région.
La densité de population de la région Occitanie, 83,6 habitants par kilomètre carré en 2022, est inférieure à celle de la France entière qui est de 107,1 hab./km2 pour la même année.

## Évolution démographique de la région Occitanie
| 1968      | 1975      | 1982      | 1990      | 1999      | 2010      | 2015      | 2021      |
| --------- | --------- | --------- | --------- | --------- | --------- | --------- | --------- |
| 3 892 344 | 4 057 772 | 4 251 833 | 4 545 648 | 4 847 335 | 5 518 106 | 5 774 185 | 6 022 176 |

## Population par divisions administratives

### Départements
La région Occitanie comporte treize départements.
| Départements        | Population(2022) | Variation(2022/2016)                       | Superficie(km2) | Densité(hab./km2) |
| ------------------- | ---------------- | ------------------------------------------ | --------------- | ----------------- |
| Haute-Garonne       | 1 456 261        | en évolution de +8,02 % par rapport à 2016 | 6 309           | 230,8             |
| Hérault             | 1 217 331        | en évolution de +7,49 % par rapport à 2016 | 6 101           | 199,5             |
| Gard                | 764 010          | en évolution de +2,97 % par rapport à 2016 | 5 853           | 130,5             |
| Pyrénées-Orientales | 492 964          | en évolution de +3,92 % par rapport à 2016 | 4 116           | 119,8             |
| Tarn                | 396 168          | en évolution de +2,52 % par rapport à 2016 | 5 758           | 68,8              |
| Aude                | 377 773          | en évolution de +2,65 % par rapport à 2016 | 6 139           | 61,5              |
| Aveyron             | 279 736          | en évolution de +0,37 % par rapport à 2016 | 8 735           | 32                |
| Tarn-et-Garonne     | 264 924          | en évolution de +3,12 % par rapport à 2016 | 3 718           | 71,3              |
| Hautes-Pyrénées     | 231 453          | en évolution de +1,59 % par rapport à 2016 | 4 464           | 51,8              |
| Gers                | 192 649          | en évolution de +1,04 % par rapport à 2016 | 6 257           | 30,8              |
| Lot                 | 175 620          | en évolution de +1,31 % par rapport à 2016 | 5 217           | 33,7              |
| Ariège              | 155 339          | en évolution de +1,48 % par rapport à 2016 | 4 890           | 31,8              |
| Lozère              | 76 503           | en évolution de +0,11 % par rapport à 2016 | 5 167           | 14,8              |
| la région Occitanie | 6 080 731        | en évolution de +4,69 % par rapport à 2016 | 72 723,6        | 83,6              |
| Source : Insee.     |                  |                                            |                 |                   |

## Structures des variations de population

### Soldes naturels et migratoires depuis 1968
La variation moyenne annuelle est positive depuis les années 1970, passant de 0,6 à 0,7 %.
Le solde naturel annuel qui est la différence entre le nombre de naissances et le nombre de décès enregistrés au cours d'une même année, a baissé, passant de 0,2 à 0 %. La baisse du taux de natalité, qui passe de 13,6 à 10 ‰, n'est en fait pas compensée par une baisse du taux de mortalité, qui parallèlement passe de 12,1 à 10,1 ‰.
Le flux migratoire est positif et croissant sur la période de 1968 à 2021, traduisant un gain d'attractivité de la région. Il augmente de 0,4 à 0,7 %. 
| Indicateurs démographiques                       | 1968 à1975 | 1975 à1982 | 1982 à1990 | 1990 à1999 | 1999 à2010 | 2010 à2015 | 2015 à2021 |
| ------------------------------------------------ | ---------- | ---------- | ---------- | ---------- | ---------- | ---------- | ---------- |
| Variation annuelle moyenne de la population en % | 0,6        | 0,7        | 0,8        | 0,7        | 1,2        | 0,9        | 0,7        |
| - due au solde naturel en %                      | 0,2        | -0,0       | 0,0        | 0,1        | 0,1        | 0,2        | -0,0       |
| - due au solde apparent des entrées sorties en % | 0,4        | 0,7        | 0,8        | 0,7        | 1,0        | 0,7        | 0,7        |
| Taux de natalité en ‰                            | 13,6       | 11,4       | 11,5       | 11,1       | 11,3       | 11,2       | 10,0       |
| Taux de mortalité en ‰                           | 12,1       | 11,6       | 11,1       | 10,4       | 9,8        | 9,5        | 10,1       |
| Source : Insee.                                  |            |            |            |            |            |            |            |

### Mouvements naturels sur la période 2014-2022
En 2014, 62 580 naissances ont été dénombrées contre 53 998 décès. Le nombre annuel des naissances a diminué depuis cette date, passant à 57 282 en 2022, indépendamment à une augmentation, mais relativement faible, du nombre de décès, avec 67 100 en 2022. Le solde naturel est ainsi négatif et diminue, passant de 8 582 à −9 818.

## Densité de population
En 2021, la densité était de 82,8 hab./km2.
| 1968 |  | 53.5 |  |

| 1975 |  | 55.8 |  |

| 1982 |  | 58.5 |  |

| 1990 |  | 62.5 |  |

| 1999 |  | 66.7 |  |

| 2010 |  | 75.9 |  |

| 2015 |  | 79.4 |  |

| 2021 |  | 82.8 |  |

## Répartition par sexes et tranches d'âge
La population de la région est plus âgée qu'au niveau national.
En 2021, le taux de personnes d'un âge inférieur à 30 ans s'élève à 33 %, soit en dessous de la moyenne nationale (35,1 %). À l'inverse, le taux de personnes d'âge supérieur à 60 ans est de 29,5 % la même année, alors qu'il est de 26,6 % au niveau national.
En 2021, la région comptait 2 910 362 hommes pour 3 111 814 femmes, soit un taux de 51,67 % de femmes, légèrement supérieur au taux national (51,61 %).
Les pyramides des âges de la région et de la France s'établissent comme suit.
| Hommes | Classe d’âge | Femmes |
| ------ | ------------ | ------ |
| 0,9    | 90 ou +      | 2,2    |
| 8,3    | 75-89 ans    | 10,6   |
| 18,2   | 60-74 ans    | 18,9   |
| 19,9   | 45-59 ans    | 19,6   |
| 17,9   | 30-44 ans    | 17,5   |
| 17,7   | 15-29 ans    | 15,9   |
| 17,2   | 0-14 ans     | 15,4   |

| Hommes | Classe d’âge | Femmes |
| ------ | ------------ | ------ |
| 0,7    | 90 ou +      | 1,9    |
| 7,0    | 75-89 ans    | 9,5    |
| 16,6   | 60-74 ans    | 17,5   |
| 20,0   | 45-59 ans    | 19,5   |
| 18,8   | 30-44 ans    | 18,3   |
| 18,3   | 15-29 ans    | 16,7   |
| 18,6   | 0-14 ans     | 16,7   |

## Répartition par catégories socioprofessionnelles
La catégorie socioprofessionnelle des retraités est surreprésentée par rapport au niveau national. Avec 29,2 % en 2021, elle est 2,4 points au-dessus du taux national (26,8 %). La catégorie socioprofessionnelle des ouvriers est quant à elle sous-représentée par rapport au niveau national. Avec 10 % en 2021, elle est 1,7 points en dessous du taux national (11,7 %).
| Catégorie socioprofessionnelle                    | 2015      | 2015 | 2021      | 2021 | Détails de l'année 2021 | Détails de l'année 2021 | Détails de l'année 2021            | Détails de l'année 2021            | Détails de l'année 2021            |
| Catégorie socioprofessionnelle                    | Nb        | %    | Nb        | %    | Hommes                  | Femmes                  | Part en % de la population âgée de | Part en % de la population âgée de | Part en % de la population âgée de |
| Catégorie socioprofessionnelle                    | Nb        | %    | Nb        | %    | Hommes                  | Femmes                  | 15 à 24 ans                        | 25 à 54 ans                        | 55 ans ou +                        |
| ------------------------------------------------- | --------- | ---- | --------- | ---- | ----------------------- | ----------------------- | ---------------------------------- | ---------------------------------- | ---------------------------------- |
| Agriculteurs exploitants                          | 61 120    | 1,3  | 57 057    | 1,1  | 40 668                  | 16 390                  | 0,2                                | 1,6                                | 1,0                                |
| Artisans, commerçants, chefs d'entreprise         | 204 303   | 4,3  | 221 603   | 4,4  | 153 475                 | 68 128                  | 0,9                                | 7,2                                | 2,7                                |
| Cadres et professions intellectuelles supérieures | 386 308   | 8,1  | 448 727   | 8,9  | 258 079                 | 190 648                 | 2,1                                | 15,6                               | 4,3                                |
| Professions intermédiaires                        | 652 861   | 13,6 | 701 864   | 13,9 | 316 023                 | 385 841                 | 8,4                                | 24,3                               | 5,3                                |
| Employés                                          | 768 007   | 16,0 | 770 019   | 15,2 | 201 884                 | 568 135                 | 14,8                               | 24,2                               | 6,5                                |
| Ouvriers                                          | 510 468   | 10,6 | 503 273   | 10,0 | 411 131                 | 92 142                  | 10,7                               | 16,0                               | 3,7                                |
| Retraités                                         | 1 424 060 | 29,7 | 1 473 252 | 29,2 | 687 162                 | 786 089                 | 0,0                                | 0,2                                | 67,2                               |
| Autres personnes sans activité professionnelle    | 789 238   | 16,5 | 875 598   | 17,3 | 345 918                 | 529 680                 | 63,0                               | 10,9                               | 9,2                                |
| Ensemble                                          | 4 796 365 | 100  | 5 051 392 | 100  | 2 414 339               | 2 637 053               | 100                                | 100                                | 100                                |
| Sources : Insee,.                                 |           |      |           |      |                         |                         |                                    |                                    |                                    |